# Johann Rudolf Zwinger (pasteur)
Pour les articles homonymes, voir Johann Rudolf Zwinger et Zwinger (homonymie).
Johann Rudolf Zwinger, né à Bâle en septembre 1660, est un théologien suisse. Il est le frère cadet de Theodor Zwinger III.

## Biographie
Ayant achevé ses cours de philosophie et de théologie, il fut admis au saint ministère. Afin de perfectionner ses talents pour la chaire, il se rendit à Zurich et ensuite à Genève, où il prêcha devant le prince d'Anhalt. 
En 1686, il accepta la place de chapelain d'un régiment suisse au service de la France et suivit l'armée de Flandre. 
Fatigué de la vie des camps, il revint dans sa patrie, et après avoir rempli quelque temps les fonctions du ministère dans deux églises de campagne, il fut, en 1700, élu pasteur de Sainte-Élisabeth, à Bâle, et, en 1703, nommé surintendant ecclésiastique.
Il est pourvu, la même année, de la chaire de controverse à l'académie et mourut le 18 novembre 1708. 

## Source
- « Johann Rudolf Zwinger (pasteur) », dans Louis-Gabriel Michaud, Biographie universelle ancienne et moderne : histoire par ordre alphabétique de la vie publique et privée de tous les hommes avec la collaboration de plus de 300 savants et littérateurs français ou étrangers, 2e édition, 1843-1865 [détail de l’édition]
- Article Johann Rudolf Zwinger (pasteur) dans le Dictionnaire historique de la Suisse en ligne.